# ورزشگاه رنتسو باربرا
ورزشگاه رنتسو باربرا (به ایتالیایی: Stadio Renzo Barbera) ورزشگاهی در شهر پالرمو در کشور ایتالیا است.
بازی‌های خانگی باشگاه فوتبال پالرمو در این ورزشگاه برگزار می‌شود.